# Ladislav Soukup
Ladislav Soukup (24. ledna 1926 – ???) byl český a československý politik a poúnorový bezpartijní poslanec Národního shromáždění ČSR.

## Biografie
Ve volbách roku 1954 byl zvolen do Národního shromáždění jako bezpartijní poslanec. V parlamentu setrval do března 1958, kdy rezignoval a nahradil ho Josef Trhlík.
K roku 1954 se uvádí jako pracovník podniku Západočeské nábytkárny ve Spáleném Poříčí. Do parlamentu byl zvolen za volební obvod Blovice-Horažďovice.